# Яков Санников
Яков Фьодорович Санников е руски арктически пътешественик-изследовател.

## Изследователска дейност
В края на ХVІІІ и началото на ХІХ в. е ръководител на кооперация, занимаваща се с добив и продажба на ценни животински кожи по крайбрежието на море Лаптеви. През 1800 вторично открива и изследва остров Столбовой (74°04′ с. ш. 135°56′ и. д. / 74.066667° с. ш. 135.933333° и. д.) от Ляховските о-ви. През 1805 открива „остров“ Фадеевски (75°25′ с. ш. 143°40′ и. д. / 75.416667° с. ш. 143.666667° и. д.) от о-вите Анжу, сега полуостров на остров Котелни. Наблюдавайки придвижването на северните елени, идва до извода, че на североизток от открития от него остров трябва да има суша.
През 1808 – 1810 за изследване на Новосибирските о-ви е изпратен Матвей Геденщром и в състава на експедицията е включен и Яков Санников. През 1808 – 1809 Санников самостоятелно изследва остров Нов Сибир, от о-вите Анжу. През пролетта на 1810 пресича острова от юг на север и на североизток от него вижда планинска земя, към която изминава по леда около 30 км, преди да бъде спрян от незамръзнала вода. Заедно със землемера Пьотър Пшеницин изследва „остров“ Фадеевски и отново вижда на север, на около 50 км земя, като двамата тръгват към нея, но отново са спрени от водно пространство. През 1811 Санников посещава остров Котелни и за трети път вижда, този път на северозапад от острова, загадъчната земя. Тази „Земя Санников“ напразно е търсена с прекъсвания повече от сто години. Едва през 1938 е окончателно доказано, че такава земя не съществува.

## Памет
Неговото име носят:
- връх Санников-Тага (73°23′ с. ш. 140°05′ и. д. / 73.383333° с. ш. 140.083333° и. д.), в западната част на остров Голям Ляховски в Новосибирските о-ви;
- проток Санников (74°28′ с. ш. 140°00′ и. д. / 74.466667° с. ш. 140° и. д.), съединяващ море Лаптеви с Източносибирско море, между о-вите Анжу на север и о-вите Ляховски на юг, в Новосибирските о-ви;
- река Санников (устие, 76°08′ с. ш. 139°04′ и. д. / 76.133333° с. ш. 139.066667° и. д.), в северната част на остров Котелни, в Новосибирските о-ви;
- улица „Яков Санников“, в Москва.